# Rhédey László
Kis-rhédei Rhédey László (1636. január 11. – 1664.) háromszéki főkapitány, történetíró, főispán.

## Élete
Rhédey Ferenc erdélyi fejedelem és iktári Bethlen Druzsina egyetlen fia. 1654-ben II. Rákóczi György erdélyi fejedelem bejárója (cubicular. mag.) és Benkő szerint Máramaros főispánja volt (valójában nem ő, hanem az apja, Rhédey Ferenc  volt a máramarosi főispán). 1660. november 8-tól pedig Háromszék főkapitánya. A szerencsétlen lengyel expedícióban mint dandárparancsnok vett részt.
1655. július 27-én Szentjóbon feleségül vette Szunyogh Zsuzsannát. Az asszony halála után 1662. március 29-én másodszor is megnősült, Barcsay Ákos özvegyével Bánffy Ágnessel. Gyermeke egyiktől sem maradt.

## Művei
Naplót vezetett, melynek első részét (1653–1657) Vass József közölte a Magyar Történelmi Tárban, folytatását (1658–1663) Nagy Iván adta ki ugyanott Rédei László történeti maradványai címen.
- Uti jegyzetek 1658.
- Levelei 1659.
- Levelező könyve 1660–63.